# Borale Ale
Le Borale Ale est un stratovolcan situé au centre du complexe volcanique de l'Erta Ale dans la région Afar en Éthiopie.
Des fumerolles sont fortement actives de nos jours dans le cratère, large de 300 m, situé au sommet du volcan. Des fissures volcaniques très récentes ont alimenté des coulées de lave basaltiques.